# 桑德拉·明纳特
桑德拉·明纳特（德語：Sandra Minnert，1973年4月7日—），德国前女子足球运动员。她曾代表德国国家队参加1996年、2000年和2004年夏季奥林匹克运动会足球比赛，获得二枚铜牌。